# Echeandia vaginata
Echeandia vaginata är en sparrisväxtart som beskrevs av Robert William Cruden. Echeandia vaginata ingår i släktet Echeandia och familjen sparrisväxter. Inga underarter finns listade i Catalogue of Life.